# Biali jezik
Biali jezik (berba, bieri, bjerb, bjeri, burba; ISO 639-3: beh), nigersko-kongoanski jezik skupine gur, kojim govori oko 66 000 ljudi u Beninu i Burkini Faso. Većina govornika naseljena je u beninskoj provinciji Atakora (64 500; 1991), a ostalih 1 500 u Burkini Faso (1991) uz beninsku granicu, u provincijama Tapoa i Gourma.
Jezik se zove Biali’ ili  ‘Bieri’, a narod ‘Bialaba’. S još četiri jezika pripada podskupini istočnih oti-volta jezika. Ima nekoliko dijalekata: dassari, gouande, materi, pingou, tihoun, tangeta i porga. Ne smije se brkati s jezikom Baatonum [bba] ili Berba, koji pripada gurskoj podskupini Bariba.

## Vanjske poveznice
- Ethnologue (14th)
- Ethnologue (15th)